# 1519 Kajaani
1519 Kajaani è un asteroide della fascia principale del diametro medio di circa 26,37 km. Scoperto nel 1938, presenta un'orbita caratterizzata da un semiasse maggiore pari a 3,1240790 UA e da un'eccentricità di 0,2411728, inclinata di 12,60427° rispetto all'eclittica.
L'asteroide prende il nome dalla città finlandese di Kajaani.